# Ilijan Nedkow

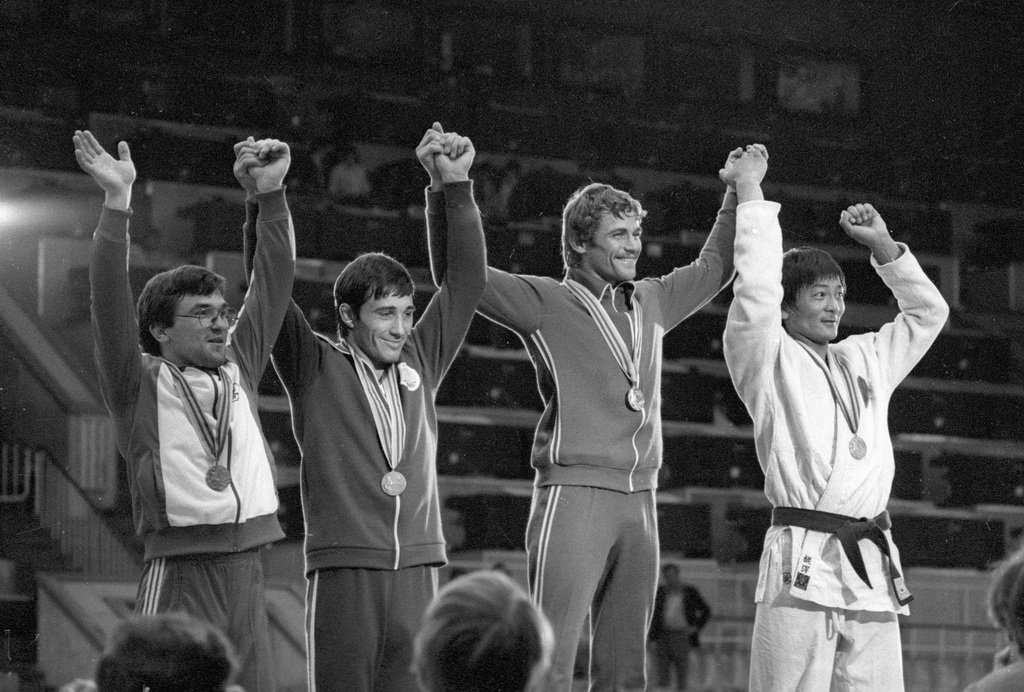
Siegerehrung im Halbleichtgewicht bei den Olympischen Spielen 1980: Pawłowski, Ilijan Nedkow, Soloduchin, Damdin (v. l. n. r.)

Ilijan Nedkow (bulgarisch Илиян Недков; * 18. März 1958) ist ein ehemaliger bulgarischer Judoka. Er gewann je eine Bronzemedaille bei Olympischen Spielen und bei Europameisterschaften.

## Sportliche Karriere
Der 1,74 m große Bulgare trat bis 1980 im Halbleichtgewicht (bis 65 kg) und ab 1981 im Leichtgewicht (bis 71 kg) an. 
Sein erstes großes internationales Turnier waren die Olympischen Spiele 1980 in Moskau. Er besiegte in den ersten beiden Runden Jimmy Arevalo aus Ecuador und José Antonio Branco aus Portugal. Im Viertelfinale traf er auf Nikolai Soloduchin aus der Mannschaft des Gastgeberlandes und unterlag mit einer Yuko-Wertung. In der Hoffnungsrunde siegte er zunächst gegen Jaroslaw Kříž aus der Tschechoslowakei und dann gegen Torsten Reißmann aus der DDR, so dass er die Bronzemedaille im Halbleichtgewicht erhielt.
Bei den Europameisterschaften 1981 in Debrecen gewann Nedkow nun im Leichtgewicht eine Bronzemedaille. Zwei Jahre später besiegte Nedkow bei den Weltmeisterschaften 1983 in Moskau seine ersten drei Gegner, unterlag aber im Halbfinale gegen den Italiener Ezio Gamba und verlor danach den Kampf um Bronze gegen Steffen Stranz aus der BRD. Ebenfalls den fünften Platz belegte er 1984 bei den Wettbewerben der Sozialistischen Staaten, einer Ersatzveranstaltung für die Athletinnen und Athleten, die wegen des Olympiaboykotts der Ostblockstaaten nicht an den Olympischen Spielen 1984 teilnehmen durften. Nedkows letzter internationaler Erfolg war die Silbermedaille bei den Studentenweltmeisterschaften 1984.